# Frank Hartmann (calciatore)
Frank Hartmann (Coblenza, 27 settembre 1960) è un ex calciatore tedesco, di ruolo centrocampista o attaccante.

## Palmarès

### Club

#### Competizioni nazionali
- Coppa di Germania: 1

Colonia: 1982-1983
- Campionato tedesco di seconda divisione: 1

Hannover 96: 1986-1987